# 가키데카

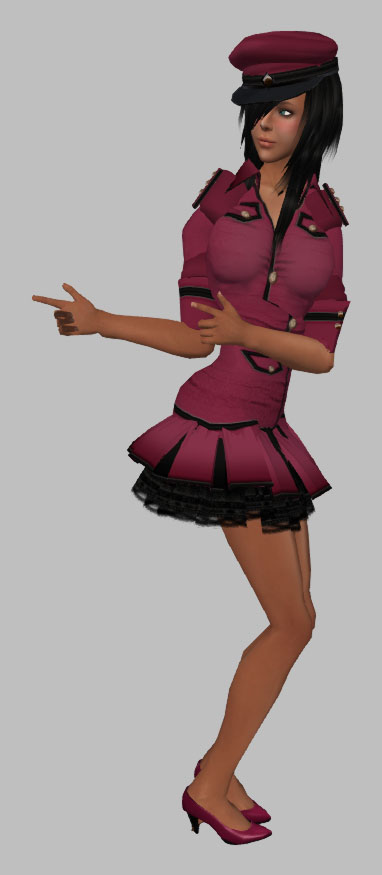
주인공 고마와리 군이 취하는 "사형!" 포즈

《가키데카》(がきデカ)는 야마가미 다쓰히코가 창작한 일본의 만화 작품이자 이를 원작으로 하는 애니메이션 작품이다. 《주간 소년 챔피언》에서 1974년부터 1980년까지 연재되었다. 소년 경찰관을 자처하는 주인공이 아무런 맥락 없이 외치는 "사형!(死刑!)", "아프리카 코끼리가 좋아!(あふりか象が好き!)" 등의 대사가 유명하다. 테즈카 오사무의 《블랙잭》, 미즈시마 신지의 《도카벤》과 함께 《소년 챔피언》의 황금기를 구축하였다.